# 佳子內親王
秋篠宮佳子內親王（1994年12月29日—），日本皇室成員。現今皇嗣秋篠宮文仁親王与秋篠宮妃紀子次女，上皇明仁的第二名孫女，有一姊小室真子、一弟悠仁親王。使用的徽印是大黃槿。依照日本的皇室典範以「殿下」敬稱。
2019年3月，佳子畢業於國際基督教大學。大學期間曾至英國利茲大學留學，喜歡跳舞、騎單輪車、花式滑冰、摺紙。

## 生平

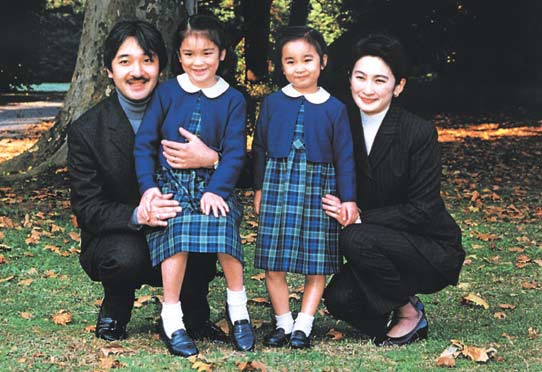
1990年代秋篠宮家庭合照，
(由左至右):文仁親王、眞子內親王、佳子內親王、紀子妃。

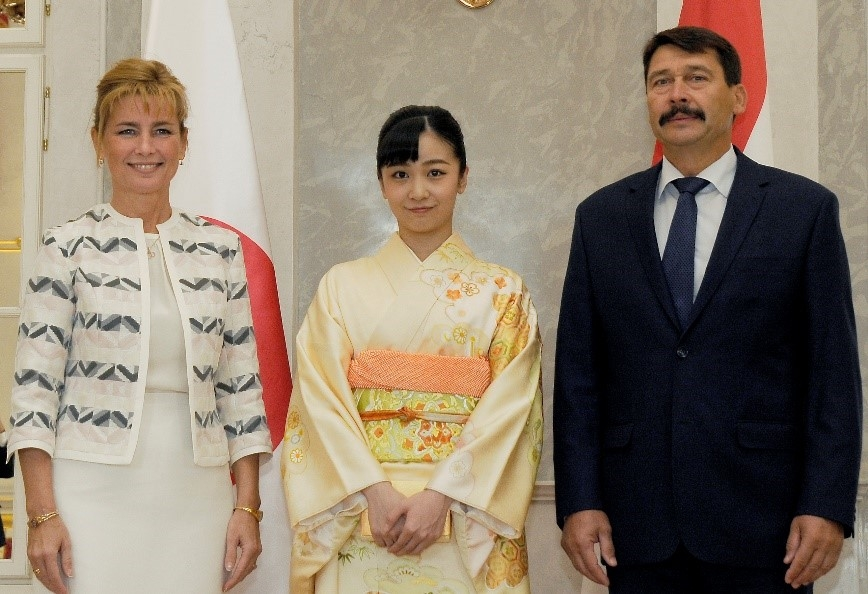
佳子内亲王与阿戴尔·亚诺什（时任匈牙利总统）夫妇合影（摄于2019年）

1994年12月29日，秋篠宮文仁親王與親王妃紀子的第二名孩子在東京都千代田區皇居宮內廳醫院出生。
2001年（平成13年）4月進入學習院初等科就讀。2007年（平成19年）3月自初等科畢業。
2007年4月6日進入學習院女子中等科就讀，並於同年11月首次陪伴紀子妃執行公務。
2010年（平成22年）3月自中等科畢業。
2010年4月6日進入學習院女子高等科就讀。
2013年3月自高等科畢業。同年4月進入學習院大學文學部教育學科就讀。
2014年8月從學習院大學中途退學，同年10月通過國際基督教大學的AO考試，2015年春天正式入學。
2014年12月9日，因佳子內親王於同年12月29日滿20歲成為成年皇族，政府閣議決定頒發寶冠大綬章。
2017年前往英国利兹大学作交换生一年。
2019年（平成31年）3月，自國際基督教大學畢業。

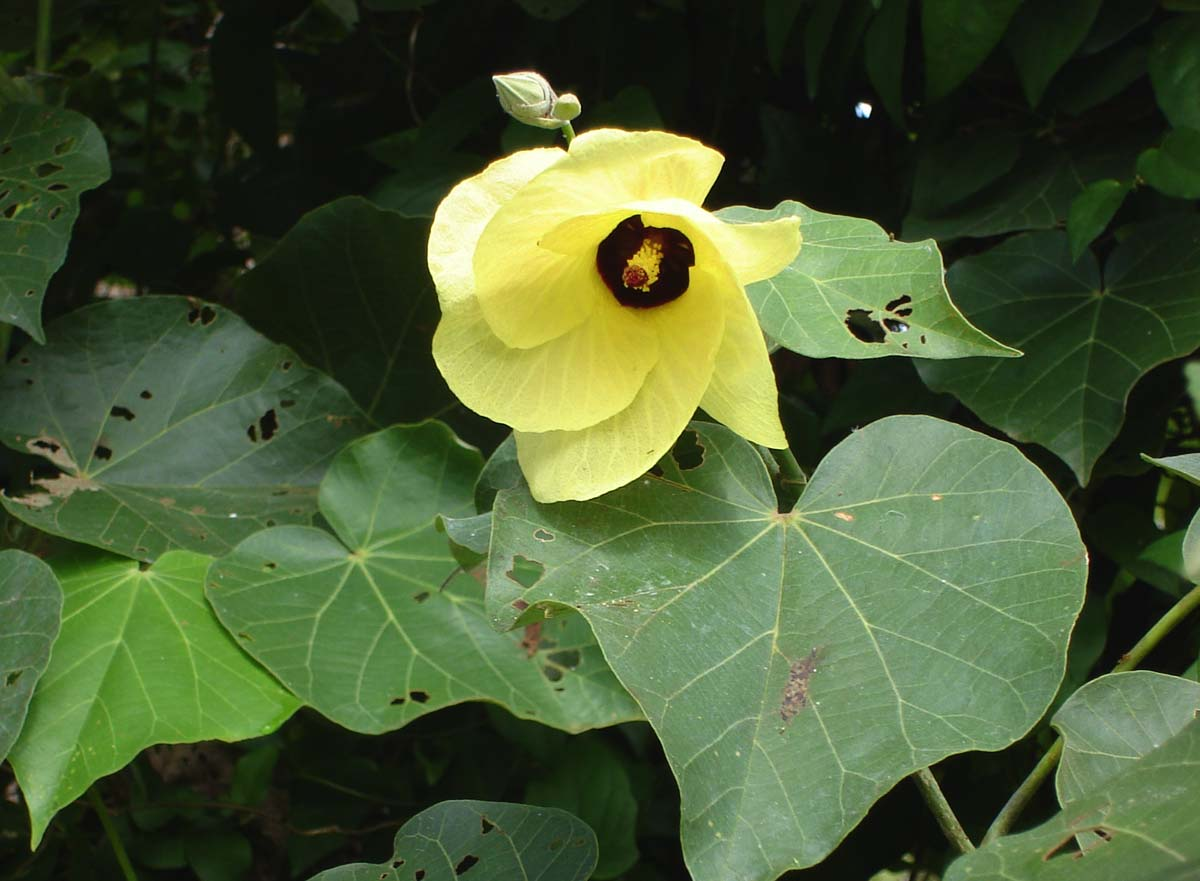
御印所使用的大黃槿

## 逸事
- 由於日本皇族沒有姓氏，而佳子內親王之宮家為秋篠宮，雖然其並非冠上宮號的宮家當主，一般報導仍以「秋篠宮佳子」稱呼。佳子在學校以及花式溜冰等私人活動中也以「秋篠宮佳子」作為登記名稱，花式滑冰的比賽中則以「秋篠宮佳子殿下（秋篠宮佳子さま）」敬稱。
- 在2009年12月11日，关西在地電視節目「あっぷ&UP!（日语：あっぷ&UP!）」報導了佳子內親王至東京巨蛋欣賞嵐的演唱會。
- 在2010年度的學習院女子中·高等科的學園祭中與同學組成五人團體表演了搭配AKB48和海外團體等的樂曲的舞蹈表演。
- 在2012年度的學習院運動會中表演了已經成為該校每年運動會傳統的女子高等科三年級生戲曲舞蹈表演「浮士德」。並在該年度校慶中作為隊長獲得學年別競技的綜合優勝。[2]
- 成年後因相貌清秀可愛，被媒體稱為「日本皇室第一美女」，並在日本掀起一股「佳子熱」。[3]
- 佳子内亲王转入国际基督教大学前，秋筱宫安排外教突击英语，仍考进三等级班。[來源請求]
- 佳子內親王擔任日本工藝會（日语：日本工芸会）總裁，於公務場合經常配戴或穿著日本各地的傳統工藝品，以實際行動推廣本土工藝[4]。所選用的工藝品多次引發話題，甚至帶動熱銷、造成缺貨。代表性例子包括：佐賀縣肥前玻璃（日语：肥前びーどろ）的耳環、有田燒耳環、岐阜縣美濃燒耳環、能登半島輪島塗的髮飾及耳環，以及訪問巴西時所穿著由秋田市織造的洋裝等。[4][5][6]

## 海外訪問（單獨公務出訪）
奥地利 匈牙利（經 德国）

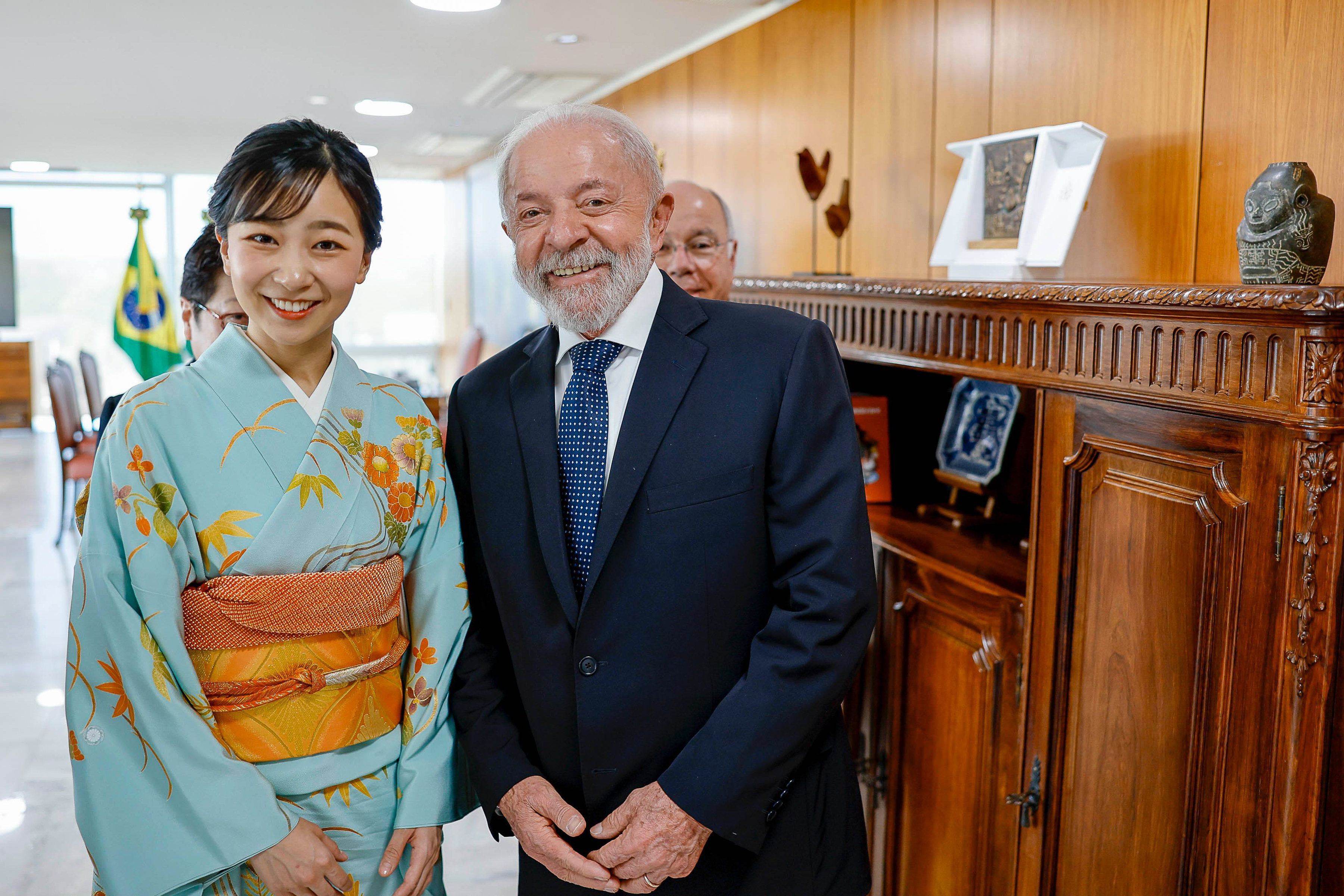
2025年6月11日，佳子內親王與巴西總統魯拉合影

- 2019年（令和元年）9月，受奧地利和匈牙利政府邀請參加慶祝兩國建交150週年。[7]

 秘魯（經 美国）
- 2023年（令和5年）11月，受祕魯政府邀請參加慶祝兩國建交150週年活動，被媒體譽為「微笑公主」。[8]

 希腊
- 2024年（令和6年）5月，受希臘政府邀請在兩國建交125週年和「日希文化旅遊年」之際訪問希臘，佳子內親王被當地媒體譽為「東方的戴安娜」。[9]

 巴西（經 美国）
- 2025年（令和7年）6月，受巴西政府邀請在兩國建交130週年暨「日巴友好交流年」之際訪問巴西。[10]

## 榮譽

### 日本勳章獎章
- 寶冠大授章（2014年12月29日頒發）：成年授勳。[11]

### 外國勳章獎章
- 伊皮蘭加勳章（葡萄牙语：Ordem do Ipiranga）（2025年6月6日於巴西聖保羅州頒授[12])：佳子內親王於2025年6月4日至17日到訪巴西，受邀參加兩國建交130週年活動。

## 世系
| 佳子内親王 | 父： 文仁親王（秋篠宮當主） | 祖父： 上皇明仁     | 曾祖父： 昭和天皇   |
| 佳子内親王 | 父： 文仁親王（秋篠宮當主） | 祖父： 上皇明仁     | 曾祖母： 香淳皇后   |
| 佳子内親王 | 父： 文仁親王（秋篠宮當主） | 祖母： 上皇后美智子 | 曾祖父： 正田英三郎 |
| 佳子内親王 | 父： 文仁親王（秋篠宮當主） | 祖母： 上皇后美智子 | 曾祖母： 正田富美子 |
| 佳子内親王 | 母： 紀子（秋篠宮妃）       | 祖父： 川嶋辰彦     | 曾祖父： 川嶋孝彦   |
| 佳子内親王 | 母： 紀子（秋篠宮妃）       | 祖父： 川嶋辰彦     | 曾祖母： 川嶋紀子   |
| 佳子内親王 | 母： 紀子（秋篠宮妃）       | 祖母： 川嶋和代     | 曾祖父： 杉本嘉助   |
| 佳子内親王 | 母： 紀子（秋篠宮妃）       | 祖母： 川嶋和代     | 曾祖母： 杉本栄子   |

## 外部連結
- 秋篠宮家 - 宮内庁 （页面存档备份，存于）（日語）